# جون إيفان
جون إيفان (بالإنجليزية: John Evan)‏ هو موسيقي بريطاني، ولد في 28 مارس 1948 في بلاكبول في المملكة المتحدة.

## وصلات خارجية
- جون إيفانز على موقع IMDb (الإنجليزية)
- جون إيفانز على موقع ميوزك برينز (الإنجليزية)
- جون إيفانز على موقع أول ميوزيك (الإنجليزية)
- جون إيفانز على موقع ديسكوغز (الإنجليزية)